# Portamento

Le Portamento est un glissement vocal d'une hauteur de note à une autre, puis son imitation sur des instruments comme le violon. Dans les œuvres polyphoniques du XVIe siècle, le portamento est beaucoup utilisé en tant que figure ornementale. 
Cette technique est une forme particulière de glissando accessible à la voix et à certains instruments à cordes ou cuivres (violons, trombones), et simulée par les manettes de slide (« corde glissée ») et de bend (« corde tirée ») des synthétiseurs. Il s'agit d'un glissando constant, qui n'est normalement pas accessible aux instruments à notes « fixées », pourvus de touches, trous ou frettes. Cependant, un instrumentiste à vent expérimenté peut s'écarter de la note « fixée » par son instrument sans toucher aux pistons ou aux clés, et produire un portamento ; cela demande cependant une bonne maîtrise. L'usage d'un bottleneck ou d'une pédale d'effet comme la Whammy sur une guitare est une façon de s'affranchir de cette contrainte, permettant à l'instrument de produire des portamenti.

## Leportamentoen technique vocale

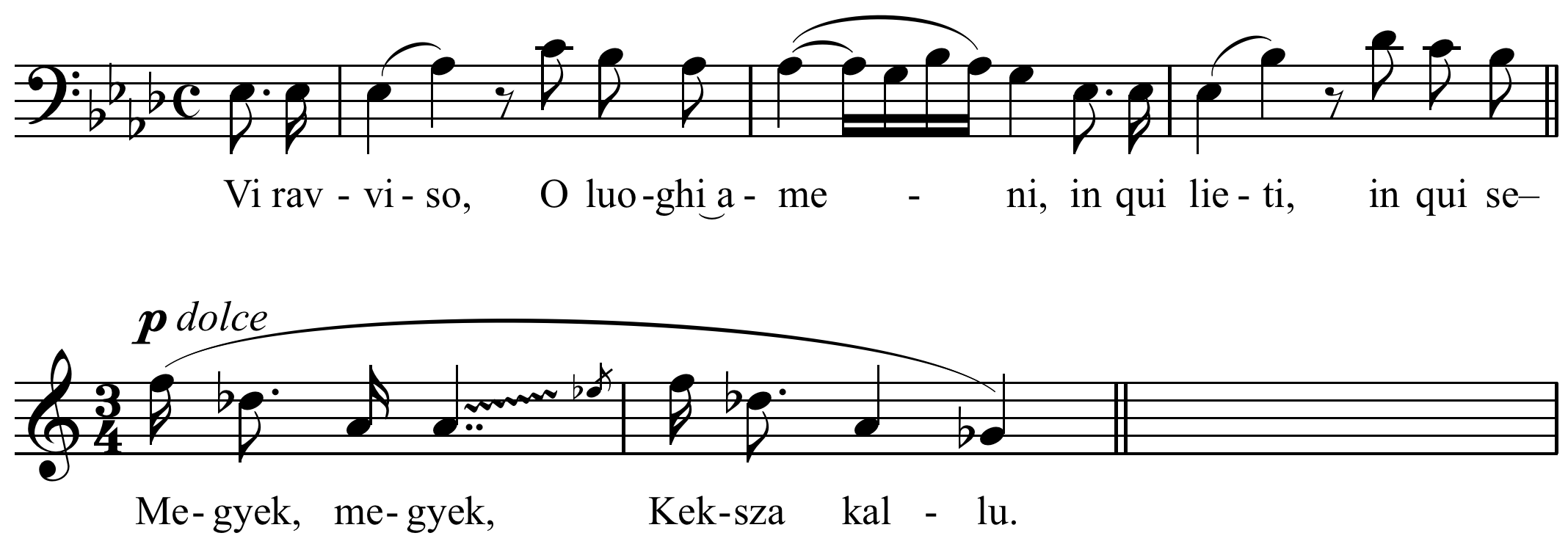

Dans le premier exemple (ci-dessus ligne du haut), tiré de la première aria de Rodolfo dans La Sonnambula de Vincenzo Bellini, le portamento est indiqué par la liaison entre les 3e et 4e notes. Le second exemple (ci-dessus en bas), tiré de la première ligne de Judit dans Le Château de Barbe-Bleue de Béla Bartók, utilise, à la quatrième note, une notation plus explicite.

## En tant que figure d'ornementation
Dans la musique du XVIe siècle, le portamento est une figure d'anticipation placée à contretemps. Le portamento va dans le sens de l'intervalle dominant soit, presque toujours, de l'aigu vers le grave. Il peut être isolé ou se répéter.
En polyphonie vocale, cette figure est normalement utilisée en consonance, c'est-à-dire en harmonie avec le reste du morceau. Le portamento est fréquemment utilisé pour souligner une suspension, mais presque jamais en tant que cadence finale.